# 布林带

【S&P500指數】
上圖：為包寧傑長條圖配合包寧傑帶狀，紅色為上軌、藍色為中軌、綠色為下軌；
中圖：為%b值（收盤價的相對位置）；
下圖：為帶寬指標（上、下軌間寬度）。

布林带（英語：Bollinger Bands）也称为布林帶、保力加通道、包寧傑帶狀，或布歷加通道，是由美國作家、金融分析師约翰·包寧傑（John Bollinger）在1980年代发明的技术分析工具，通過該工具，投資者可以看到金融工具或商品的价格如何随著时间而波动。該工具結合了移動平均和標準差的概念，其基本的型態是由三條軌道線組成的帶狀通道（中軌和上、下軌各一條）。「中軌」為股價的平均成本，「上軌」和「下軌」可分別視為股價的壓力線和支撐線。

## 定義
「布林带」是这样定义的：
- 中轨 = N时间段的简单移动平均线
- 上轨 = 中轨 + K × N时间段的标准差
- 下轨 = 中轨 − K × N时间段的标准差

一般情况下，設定N=20和K=2，这两个数值是一開始創辦人所設計的標準用法，也是在布林带當中使用最多的。在日線圖裡，N=20其實就是「月均線」（MA20）。依照常態分布規則，約有95%的數值會分布在距離平均值有正負2個標準差（{\displaystyle \pm 2\sigma }）的範圍內。
保力加通道是由三條綫組成，在中間的通常爲 20 天平均綫，而在上下的兩條綫則分別爲信道頂和信道底，算法是首先計出過去 20 日收巿價的標準差，通常再乘2得出2倍標準差，通道頂爲 20 天平均綫加 2 倍標準差，通道底則爲 20 天平均綫减 2 倍標準差。

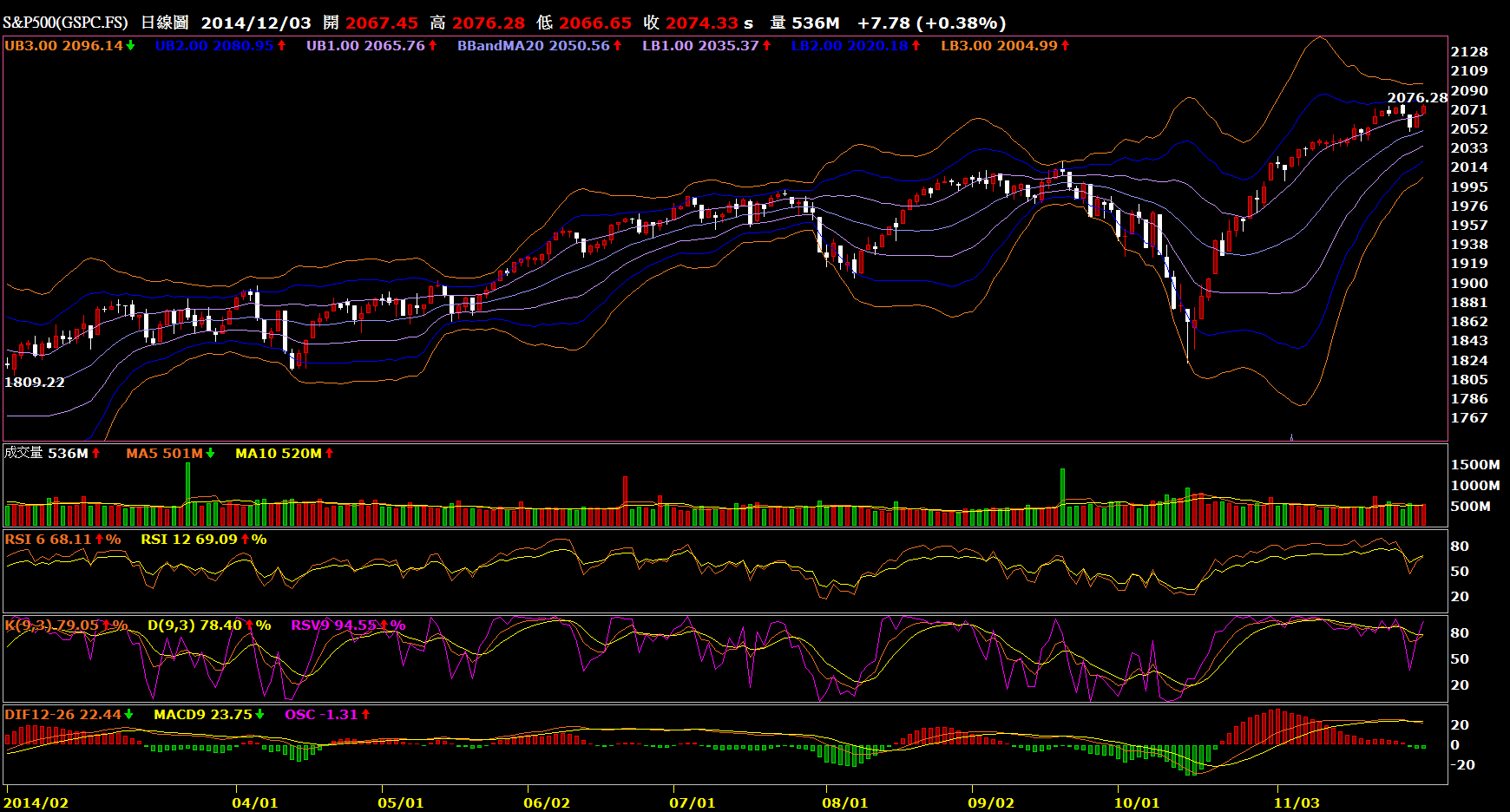
【S&P500指數】
Bollinger Bands，顯示3組軌道，間隔一個標準差。

## 兩大指標
由布林帶衍生出兩項頗為實用的指標——「%b指標」和「帶寬指標」，以輔助布林帶的判讀和運用。

### %b指標
{\displaystyle \%b} 指標（Percent b，PB），以數字形式呈現收盤價在布林帶中的位置，做為交易決策時的關鍵指標。例如：當%b值為0.5（或以百分比表示50%），代表收盤價處於布林帶的中間位置。
〖計算公式〗
- %b值 = (收盤價−布林帶下軌值) ÷ (布林帶上軌值−布林帶下軌值)

由於收盤價會在上、下軌道震盪遊走，幅度甚至大於軌道範圍（0~1），因此%b值沒有上下限。當走勢向上突破，收盤價落於上軌上方時，%b值> 1；而走趨向下突破，收盤價落在下軌下方時，%b值< 0。
藉由觀察分析「%b指標」可以提供投資時的參考，依據指標的強弱走勢，作出買賣決策。

### 帶寬指標
帶寬指標（Bandwidth，BW），是由布林帶中軌及上、下軌衍生出的指標，利用股價波動範圍以判斷趨勢的強度與轉折。
〖計算公式〗
- 帶寬指標值 = (布林帶上軌值−布林帶下軌值) ÷布林帶中軌值

布林帶中軌為股價的移動平均值（平均成本），所以帶寬指標值可視為通道上、下軌幅度與股價平均成本的比率（例如：當帶寬指標值為0.3，代表通道上、下軌幅度為股價平均成本的30%）。「帶寬指標」值越高，代表幅度相對平均成本比率越大；值越低，代表幅度相對平均成本比率越小。
帶寬指標，最常用於限定收斂狀態，一種基於波動率的交易機會；{\displaystyle \%b} 指標，則用於淨化交易模式，也是交易系統的一種輸入訊息。

## 腳註
1. ↑  .   [2014-11-20]. （原始内容存档于2019-10-31）.

## 外部連結
- John Bollinger的官方網站 Archive.today的存檔，存档日期2013-01-18（英文）
- Capital Growth Letter （页面存档备份，存于）（Bollinger的《資本成長通訊》官網）（英文）
- 名詞解釋：Bollinger Bands - BBands軌道 （页面存档备份，存于）（繁體中文）
- %b指標（Percent b）（繁體中文）
- 帶寬指標（Bandwidth）（繁體中文）